# The Box (série de televisão)
The Box é uma série de televisão sueca de suspense psicológico e terror sobrenatural, criada por Adi Hasak e lançada em 28 de novembro de 2021 na Viaplay.

## Enredo
A detetive Sharon Pici parece ter problemas mentais. No entanto, sem o conhecimento daqueles ao seu redor, suas ações são movidas por forças sobrenaturais.

## Elenco e personagens

### Principal
- Anna Friel como Sharon Pici[1]
- Peter Stormare como Jedidiah Brag
- Alexander Karim como Thomas Lovell
- Helen Behan como Tory Snow
- Olivia Grant como Sylvian Rosen
- Shaq B. Grant como Joseph Anderson
- Letitia Hector como Jenny Block

### Recorrente
- Nina Yndis como Adina Ilic
- Gerard Monaco como Joey Cox
- Julia Szczygiel como Charlene
- Bjarne Graflund como policial fora de serviço
- Fredrik Malm como policial fora de serviço
- Dennis Duolee como Teddy Lewis
- Nina Yndis como Zoe Popescu
- Silas Strand como Jonah
- John Guerrasio como Hiram Saperstein
- Rennie Mirro como Fake Hiram Saperstein
- Rasmus Wurm como o mágico

## Episódios
| № na série | № na temporada | Título                       | Dirigido por    | Escrito por                     | Exibição original      |
| ---------- | -------------- | ---------------------------- | --------------- | ------------------------------- | ---------------------- |
| 1          | 1              | "Queen of the Box"           | Steve Shill     | Adi Hasak                       | 28 de novembro de 2021 |
| 2          | 2              | "A Simple Story"             | Johan Brisinger | Adi Hasak & Paula Killen        | 28 de novembro de 2021 |
| 3          | 3              | "The Last Hurrah"            | Steve Shill     | Adi Hasak & Paula Killen        | 28 de novembro de 2021 |
| 4          | 4              | "True Believer"              | Steve Shill     | Adi Hasak                       | 28 de novembro de 2021 |
| 5          | 5              | "The Dark"                   | Johan Brisinger | Adi Hasak                       | 28 de novembro de 2021 |
| 6          | 6              | "The Sinner"                 | Steve Shill     | Adi Hasak & Josh Azouz          | 28 de novembro de 2021 |
| 7          | 7              | "Queen of the Box (Part II)" | Steve Shill     | Adi Hasak & Clare Siobhan Byrne | 28 de novembro de 2021 |

## Produção
The Box é uma série em língua inglesa criada e escrita por Adi Hasak. Um anúncio sobre o programa foi feito na MIPCOM de 2020, a maior feira global de conteúdo de televisão, com produção prevista para começar na Suécia em fevereiro de 2021. Foi desenvolvida pelo Nordic Entertainment Group que deu uma ordem direta para a produção da série pela Nice Drama, uma empresa da NENT Studios, que agora faz parte da Viaplay Studios. A produção também foi realizada pela Adi TV Studios. As filmagens começaram em março de 2021.

## Lançamento
The Box foi lançado no serviço de streaming Viaplay na Polônia, países bálticos e nórdicos em 28 de novembro de 2021. Estará disponível na Holanda e no Reino Unido em 2022, quando o Viaplay for lançado nesses países. Para todos os outros países, a MGM tem direitos de distribuição mundial.